# Joan Grau
Joan Grau (Constantí, Tarragonés, 1608 - Manresa, Bages, 1685) fue un escultor y arquitecto español. Autor del retablo del Rosario en Sant Pere Màrtir de Manresa (1642), el período 1660-1674 lo hallamos activo en el monasterio de Poblet, donde hizo una cripta y algunos sepulcros, como el de Alfonso el Magnánimo. En 1670 hizo el retablo mayor de Esparraguera (destruido en 1936); en 1671 hizo diversas obras para la Casa de la Ciudad de Manresa; y en 1678 la fachada de la Santa Cueva de Manresa. Grau se enmarca en un estilo barroco contenido, de influencia plateresca. Trabajó con su hijo Francesc Grau.